# Hatteras (Caroline du Nord)
Pour les articles homonymes, voir Hatteras.
Hatteras est une communauté non-incorporée d'environ 1 000 personnes sur l'île Hatteras qui fait partie des Outer Banks. La ville se trouve dans le comté de Dare en Caroline du Nord. La route 12 passe à travers la ville, la reliant à Frisco et Ocracoke (via un traversier). Elle est au sud du fameux Cap Hatteras et du phare du même nom. La station météorologique historique du cap Hatteras s'y trouve et sert de pavillon des visiteurs pour le parc Cape Hatteras National Seashore.

## Géographie
Hatteras se trouve à 35° 13′ 10″ N, 75° 41′ 25″ O.

## Démographie
| 2000 | 2010 | - | - | - | - |
| ---- | ---- | - | - | - | - |
| 634  | 504  | - | - | - | - |